# تپه شاخه پیره ۱ (ک - ۲۶)
تپه شاخه پیره ۱ (ک - ۲۶) مربوط به عصر مس - دوران‌های تاریخی پس از اسلام است و در شهرستان کنگاور، روستای گودین واقع شده و این اثر در تاریخ ۲۴ فروردین ۱۳۸۲ با شمارهٔ ثبت ۸۱۰۶ به‌عنوان یکی از آثار ملی ایران به ثبت رسیده است.